# متعلجمة بولنجرية
متعلجمة بولنجرية (الاسم العلمي: Batrachoides boulengeri) (بالإنجليزية: Boulenger's toadfish)‏ هي نوع من الأسماك تتبع جنس المتعلجمة من فصيلة المتعلجمات.